# The Caper Chase
«The Caper Chase» (с англ. — «Погоня за каперсами») — девятнадцатый эпизод двадцать восьмого сезона мультсериала «Симпсоны», и 615-й эпизод сериала. Вышел в эфир в США на канале Fox 2 апреля 2017.

## Сюжет
Мистер Бёрнс решает изменить существующие стандарты образования. Он недоволен тем, как складывается обучение студентов в Йеле, поэтому открывает свой коммерческий университет. На роль преподавателя берут Гомера, человека, который хуже всех других подходит на такую должность.